# Xã Bloomingdale, Michigan
Xã Bloomingdale (tiếng Anh: Bloomingdale Township) là một xã thuộc quận Van Buren, tiểu bang Michigan, Hoa Kỳ. Năm 2010, dân số của xã này là 3.103 người.